# Матео де Ангуло
Матео де Ангуло (ісп. Mateo de Angulo, 18 червня 1990) — колумбійський плавець.
Учасник Олімпійських Ігор 2012 року.
Переможець Ігор Центральної Америки і Карибського басейну 2010, 2014 років.
Призер Південнамериканських ігор 2010, 2014 років.